# Heckler & Koch G3
A Gewehr 3 (G3) (em alemão: Gewehr 3, lit. "Fuzil 3") é uma espingarda de combate (português europeu) ou fuzil de combate (português brasileiro) de fogo selectivo usada nos Exércitos Português e Brasileiro, (actualmente descontinuada pelas Forças Armadas Portuguesas desde 16 de Setembro de 2019, estando a ser substituída pela nova arma Belga FN SCAR-L e pela FN SCAR-H). Fabricada pela Heckler & Koch e adaptada como a espingarda de serviço pela Bundeswehr em 1959. Foi adaptada e encontra-se actualmente em utilização por vários países à volta do mundo.
Foi a arma de infantaria padrão do exército alemão, Bundeswehr, até 1997, e continua a ser utilizada por vários exércitos. A G3 é tipicamente uma arma de calibre 7,62×51mm NATO, capaz de fogo semi-automático ou totalmente automático com um cartucho desmontável. Pode ainda ser anexada uma baioneta à G3, assim como um dispositivo lança-granadas.
Foi desenvolvida pelos engenheiros da Mauser, após terem passado algum tempo em Espanha a trabalhar para outros fabricantes de armas nesse mesmo país. Ajudaram a criar o fuzil CETME e levaram-na de volta para a Alemanha. De facto, por algum tempo as G3 tiveram a palavra "CETME" estampada num dos lados; o design levou contudo várias modificações, como por exemplo, a CETME tinha um apoio em madeira e a G3 não.
A G3 foi adaptada em 1958 como substituta para a G1 da Bundeswehr, uma versão modificada da belga FN FAL, que estava em serviço desde 1956, o ano em que a Alemanha Ocidental entrou para a NATO, continuando ao serviço de várias forças armadas.

## História
Durante o começo e meados de 1950 a RFA (Alemanha Ocidental), bem como outros países da OTAN, teve necessidade de rearmar seus exércitos com o cartucho padrão 7,62x51mm. Inicialmente os alemães preferiram o FN FAL belga, eles o aprovaram com a designação G1 em 1956. Devido a razões óbvias a Alemanha queria fabricá-los no seu próprio território e tentou comprar a licença de fabrico da FAL, mas a Bélgica rejeitou o pedido, daí a Alemanha voltou-se para outro projeto, derivado do CETME espanhol. A Alemanha comprou a licença de fabrico e transferiu o projecto para a empresa Heckler & Koch, situada em Oberndorf, com algumas modificações. O projecto da espingarda foi aprovado pelo Bundeswehr sob designação de G-3 (Gewehr 3) em 1959, sendo esta usada desde essa data até 1995 pelo exercito alemão, e não só. A G-3 e suas diversas versões são a principal arma de mais de 50 países, entre eles: Grécia, Irão, México, Noruega, Paquistão, Portugal, Suécia, Turquia. Nos últimos 40 anos ele tem sido produzido na Grécia, Paquistão, Irão, Turquia e Portugal.
O grande motivo da popularidade da espingarda G-3 é que ela é de construção e manutenção mais simples e barata que seus principais rivais contemporâneos, a FN FAL e a americana M-14. A HK continuou sua produção até idos de 2000-2001, quando ela desapareceu dos catálogos da empresa. No entanto, a HK ainda produz uma gama de armas que tem como base a G-3, como a sub-metralhadora HK MP-5 de calibre 9mm OTAN, a HK33 de calibre 5,56 mm, as HK-23 e HK-21, metralhadoras em calibre 7,62, além do fuzil de precisão PSG-1 (também em calibre 7,62), entre outros. Em geral o G-3 é um rifle como um dos melhores fuzis de batalha 7,62 do mundo, ele é versátil, confiável, controlável e não dispendioso, e também é muito popular no mercado civil, sendo que só foi produzido para operar em semi-automático conhecido, inicialmente como HK-41 e mais tarde como HK-91.
O G-3 funciona com o sistema ação de recuo simples retardado também conhecido como delayed blowback, sendo que nele há dois roletes que atrasam a abertura da culatra. Esse sistema foi desenvolvido na Mauser no final da 2ª Guerra Mundial e refinado na Espanha. O fuzil tem a maior parte de seus componentes feita em aço estampado por isso sua construção é menos complicada que seus contemporâneos.
O G-3 é feito em aço estampado quase em sua totalidade, a caixa da culatra é feita em chapas de aço, a coronha, o gatilho e a sua unidade de habitação são ou em aço, o guarda-mato também é feito em aço estampado, sendo que em 1960 houve uma atualização e passou-se a fazer algumas partes da arma em polímero como o guarda-mato e a unidade de habitação do gatilho, essas atualizações receberam o nome de G-3A3 e G-3A4. Em 2000 A HK através de sua subsidiária em Luxemburgo fez uma versão do Fuzil G3 para caça denominada HSG1.

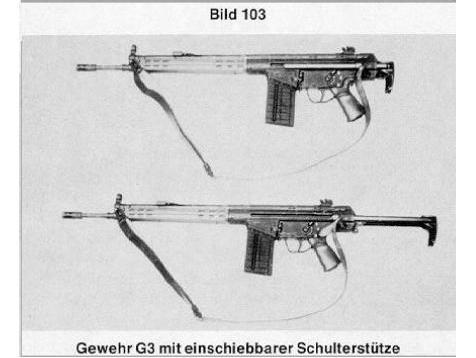
G3A4 de coronha rebatível.

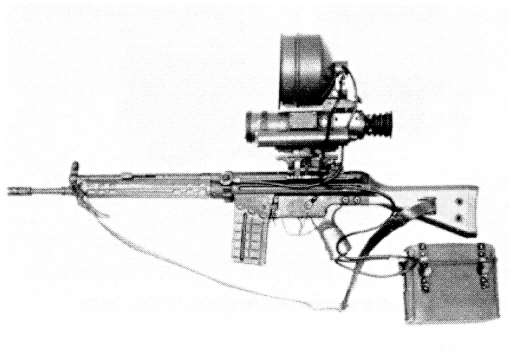
G3 com mira infravermelha.

## Variantes

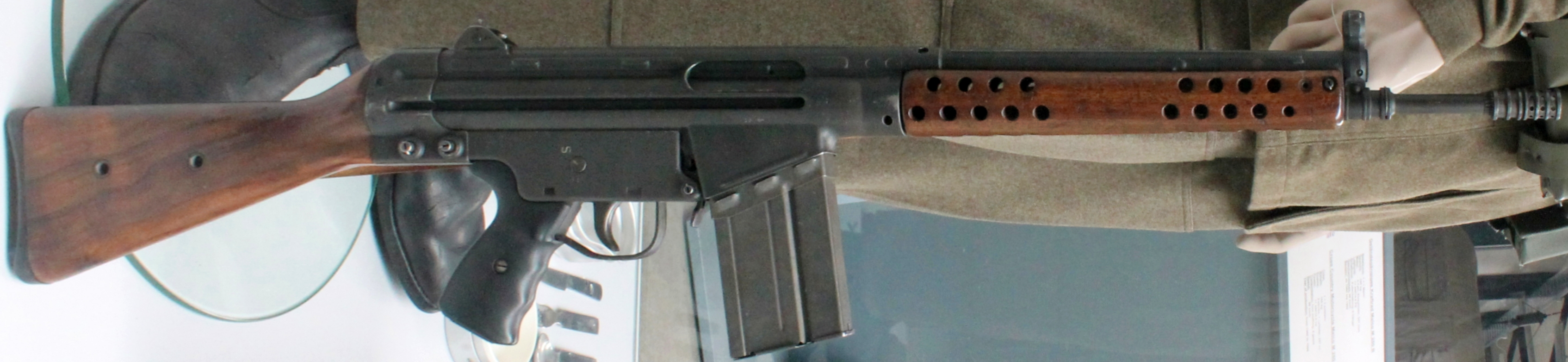
Variante original do G3 com miras estilo antigo e móveis de madeira

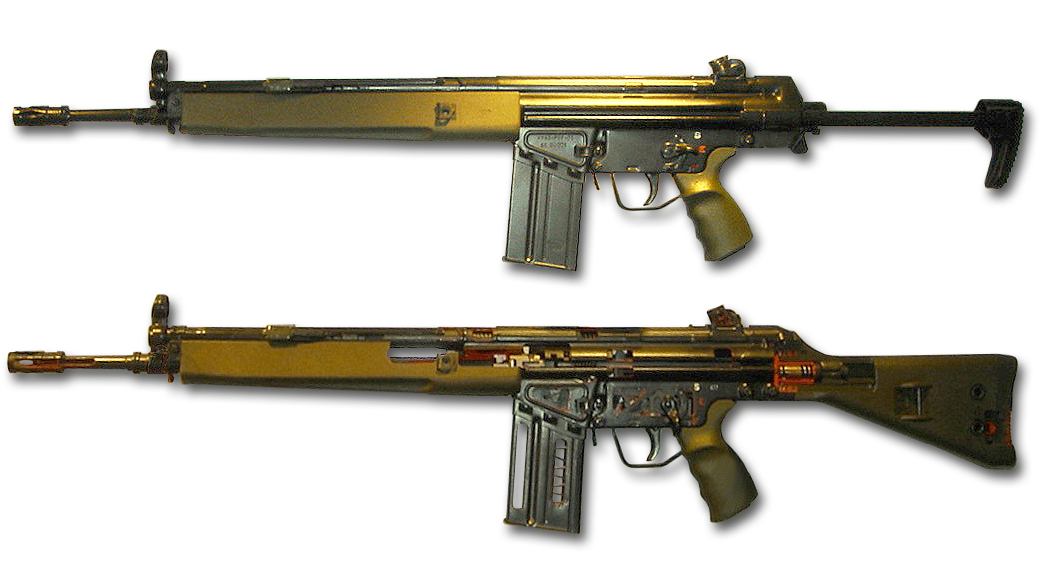
G3A4 e G3A3

G3: Modelo original baseado no CETME Modelo B. Ele tinha um estoque de madeira e guarda mão.
G3A1: variante da G3 com coronha dobrável;
G3A2: desenvolvimento da G3 com um novo tubo deslizante;
G3A3: aperfeiçoamento da G3A2, com novo supressor de chamas, nova mira traseira e punho e fuste em plástico;
G3A4: variante da G3A3 com coronha retráctil;
G3A5: designação das G3A3 fabricadas, sob licença, na Dinamarca;
G3A6: designação das G3A3 fabricadas, sob licença, no Irão;
G3A7: designação das G3A3 fabricadas, sob licença, na Turquia;
HSG1: designação das HSG1 fabricadas, sob licença, em Luxemburgo.

### Modelos feitos sob licença
- G3P3: Número de modelo para a versão paquistanesa do G3A3.
- G3P4: Número de modelo para a versão paquistanesa do G3A4.
- G3A5: HK atribuiu o número do modelo para a versão dinamarquesa HK do G3A3. Isso difere na medida em que possui um dispositivo de fechamento de parafuso silencioso. No serviço dinamarquês é conhecido como Gv M/66. O Gv M/66 foi originalmente destinado a ser usado com a óptica como um fuzil designado, enquanto o resto do esquadrão foi emitido M1 Garands.
- G3A6: HK atribuiu o número de modelo para a versão feita pelo iraniano do G3A3. Difere em ter um protetor de mão, estoque e gatilho verde escuro.
- G3A7: HK atribuiu o número do modelo para a versão turca do G3A3.
- G3A7A1: HK atribuiu o número do modelo para a versão turca do G3A4.
- HSG1: HK atribuiu o número de modelo para a versão feita pelo Luxemburgo do G3A3.

### Outras variantes e derivados militares

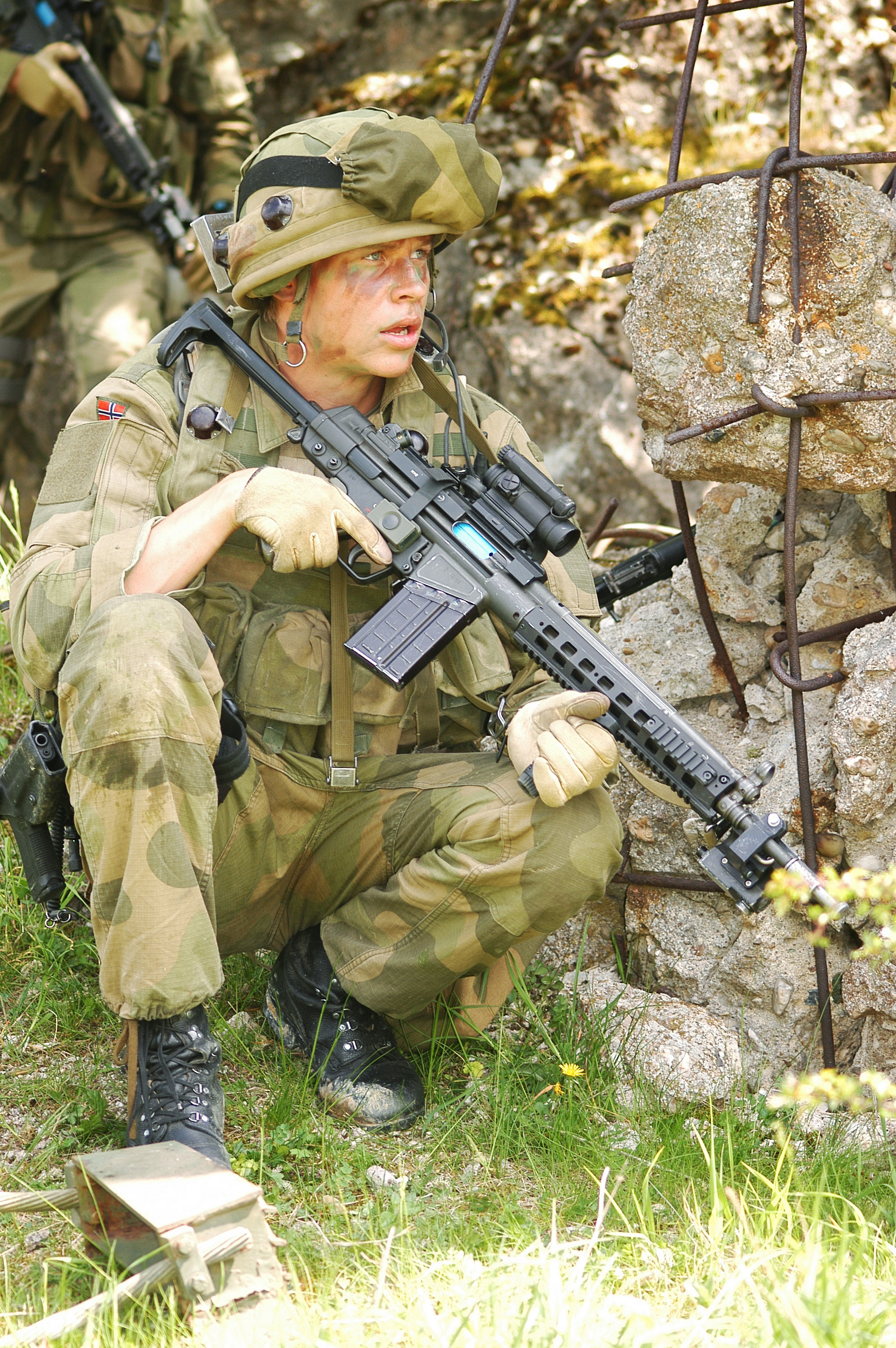
Um soldado norueguês com o modelo AG-3F2 com base em licença equipado com um Brügger & Thomet, um aperto vertical e Aimpoint de ponto vermelho.

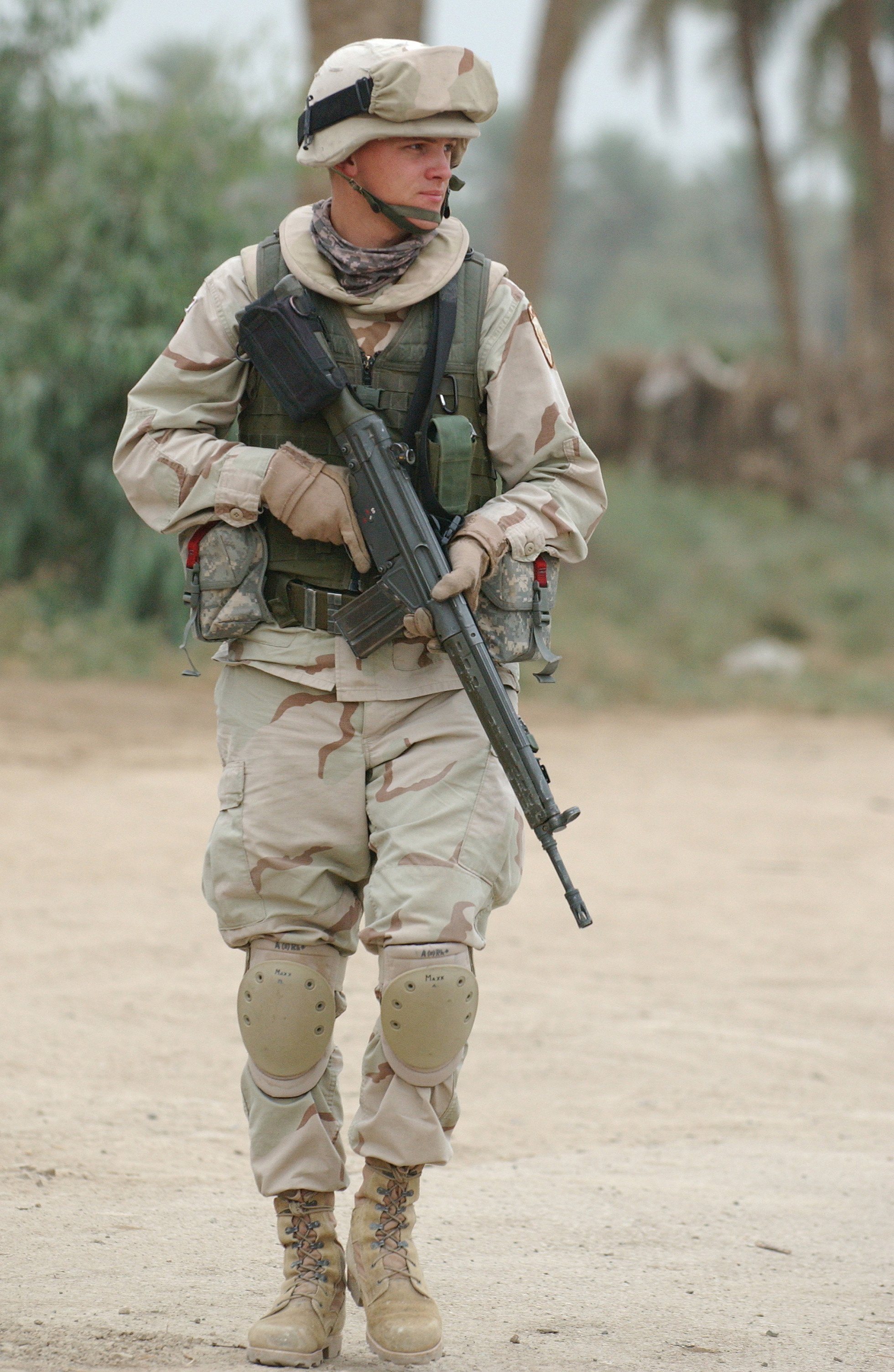
Um soldado letão com Ak4 feito na Suécia, no Iraque, 2006.

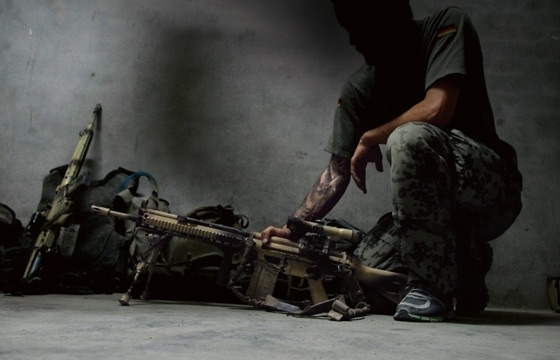
Atirador alemão com G3A3ZF-DMR no Afeganistão

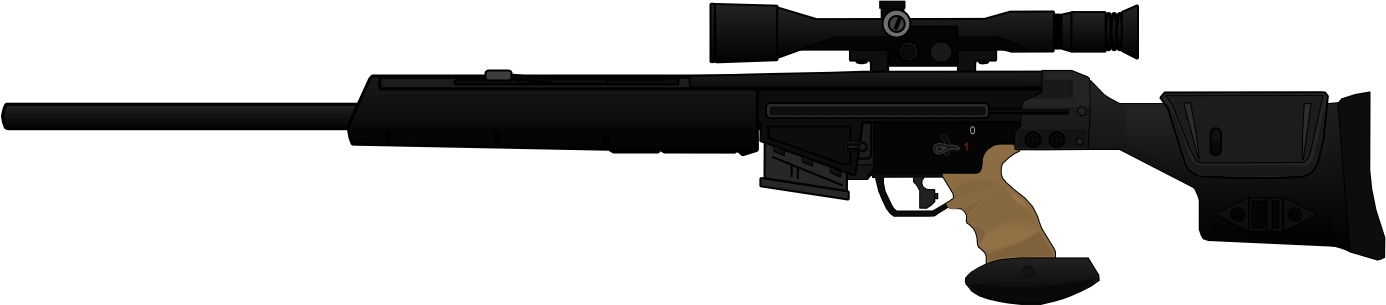
PSG-1.

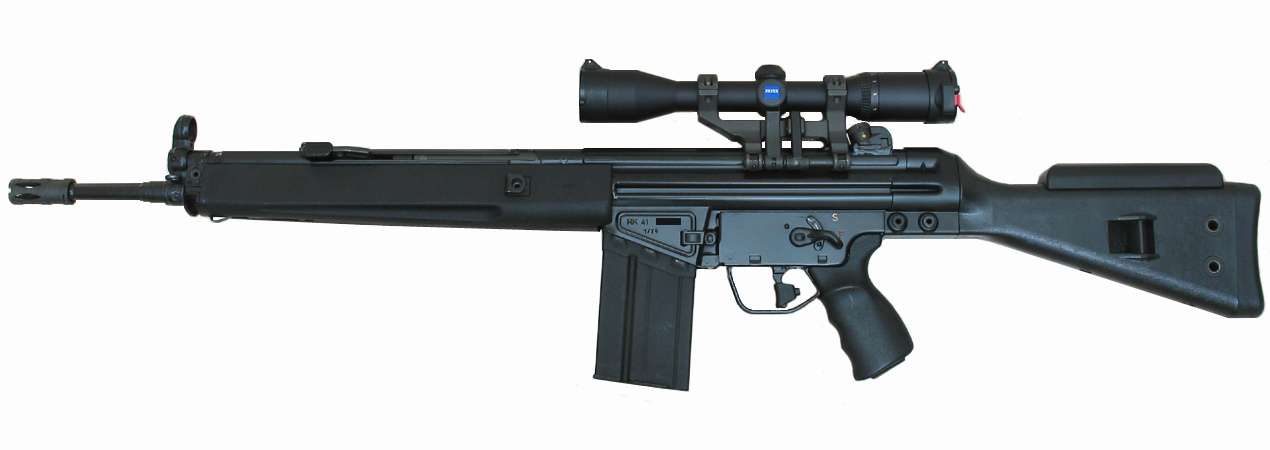
HK41.

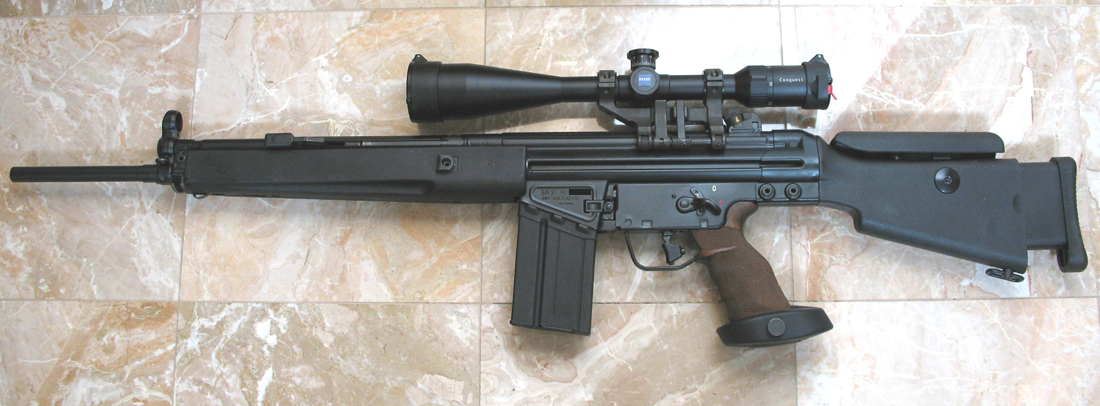
SR9.

#### Dinamarca
- Gv M/75: Variante alugado do Bundeswehr alemã/governo alemão pelo governo dinamarquês para substituir o envelhecido M1 Garand. Originalmente fabricado pela Rheinmetall ou HK para a Bundeswehr alemã. Os fuzis Gv M/75 são basicamente, G3 com o tubo de arcos retos de estilo antigo em oposição à variante posterior FS ("Freischwinger", "Cantilevered"). As versões do Rheinmetall não possuem uma alavanca de seleção externa e podem ser convertidas de semiautomático para automático total (ou vice-versa) pelo uso de uma especial.

#### Noruega
- AG-3: Variante Norueguesa G3A5 produzida pela Kongsberg Våpenfabrikk, com o nome próprio Automatgevær 3. Um total de 253.497 unidades foram produzidas para as Forças Armadas da Noruega de 1967 a 1974. O norueguês AG-3 difere do original G3; tem um buttstock que de aprox. 2 cm por mais tempo, o suporte do parafuso tem uma ranhura de polegar serrilhada para ajudar no fechamento do parafuso silencioso, possui uma alça de armar de metal metálico e uma montagem de baioneta diferente. Em 11 de abril de 2007, foi anunciado que o AG-3 seria substituído pelo Heckler & Koch HK416, em todos os ramos militares, exceto por certos grupos do Home Guard.
- AG-3F1: Um AG-3 com um estoque retrátil como em G3A4. Produzido por Kongsberg Våpenfabrikk. Um estoque retrátil foi exigido por certos grupos de soldados dentro das Forças Armadas da Noruega, principalmente equipes de veículos com espaço limitado no interior, particularmente onde é necessário um desembarque rápido de tal veículo. Todas as versões do AG-3 têm a capacidade de anexar um 40 mm HK79 lançador de granadas.
- AG-3F2: Uma melhoria do AG-3F1, com trilhos Picatinny B&T no receptor, bem como um guarda-mãos RIS. No AG-3F2, as vistas do ponto vermelho do ponto de mira foram montadas no trilho superior do receptor para uma aquisição rápida mais rápida e um apelo mais fácil em condições de pouca luz.

#### Suécia
- Ak 4: Versão Sueca do G3A3, com um "buttstock" que é aprox. 2 cm mais longo, o suporte do parafuso tem uma ranhura de polegar serrilhada para auxiliar no fechamento do parafuso silencioso e equipado com um amortecedor pesado para maior número de rodadas disparadas antes da falha. Os fuzis foram fabricados de 1965 a 1970 por ambos Carl Gustafs Stads Gevärsfabrik e Husqvarna Vapenfabrik e de 1970 até o final da produção em 1985 – exclusivamente por  Gevärsfabrik na Eskilstuna. Todos os Ak 4: são adaptados para montar o Lança-granada M203. A Suécia forneceu Ak 4: não modificado para a Estônia, Letônia e Lituânia.
- Ak 4OR: Optiskt Riktmedel, visão óptica. Este modelo está equipado com um Hensoldt 4×24 vista telescópica montada através de um suporte de garra HK. Durante alguns anos, não foi emitido, mas agora está novamente em uso pela Hemvärnet - Nationella skyddsstyrkorna ("Guarda Sueca").
- Ak 4B: Nesta versão atualizada, as vistas de ferro foram removidas e substituídas por um Aimpoint de visão de reflexo de ponto vermelho CS montado em um trilho Picatinny. O trilho é soldado no fuzil. Usado pela Hemvärnet-Nationella skyddsstyrkorna ("Guarda Sueca").

Em 2015, a Administração Suprada de Materiais de Defesa, FMV, adquiriu uma nova guarda de mão modular e um novo estoque ajustável para o AK4; ambos os itens serão fabricados e fornecidos pela empresa sueca Spuhr i Dalby AB.
- Ak 4D: DMR arma para "Sharpshooting" em 2016. Novo guarda mão e estoque ajustável. Com uma mira telescópica Hensoldt 4×24.

#### Irã
- DIO G3-A3 Bullpup: Variante Bullpup iraniana do G3.

#### Paquistão
- G3P4: Designação da fábrica de ordenanças do Paquistão para fuzis G3A4 produzidos em licenças.
- G3S: Uma versão do G3P3 com um cano mais curto.
- G3M-Tactical: Uma versão leve do fuzil G3 com corpo de polímero e cano mais curto.

## Serviço
A G3 e as suas variantes foram utilizadas por uma grande variedade de forças armadas de vários países, tal como forças policiais. Como resultado, foi utilizada num grande número de conflitos nos anos 90.
A sua primeira utilização em combate conhecida foi na Guerra do Ultramar nas mãos do Exército Português, durante os anos 60 e 70.
A versão de atirador furtivo, a G3SG/1, viu uma utilização notável durante a Operação Urgent Fury de 1983, também conhecida como a Invasão de Granada. Uma equipa SEAL foi enviada para proteger uma casa do governo, onde se acredita que o Governador Paul Scoon estava a ser feito prisioneiro. A equipa SEAL entrou por helicópteros e a resistência foi pouca; Pouco depois a casa e o perímetro foram assegurados. Entre as posições, um atirador furtivo dos SEAL posicionou-se numa escada com a sua G3SG1. Pouco depois soldados PRA começaram um contra-ataque. O atirador furtivo conseguiu sozinho eliminar 21 soldados PRA durante o ataque. Tal facto como o restante fogo dos outros elementos da equipa SEAL resultou numa retirada dos PRA.

## Em Portugal
Portugal teve necessidade de adotar uma nova arma no início dos anos 60, por conta da guerra do Ultramar na África. No entanto as possibilidades não eram muitas. Os Estados Unidos mantinham um claro embargo a Portugal durante a era Kennedy. Portanto, a escolha tinha que recair sobre uma arma fornecida por um país que estivesse na disposição de transferir a tecnologia para a fabricação da arma em Portugal. A escolha foi pela arma alemã, que passou a ser fabricada em Portugal pela Fábrica de Braço de Prata.
Quando chegou a África, em comparação com as antigas armas ligeiras das forças armadas a G3 era vista como extremamente sofisticada. Tratava-se de uma arma automática, que podia disparar rapidamente uma considerável quantidade de munições.
Foi necessário bastante treino de forma que a tropa se habituasse a entender que a posição normal da arma deveria ser a posição semiautomática, porque do ponto de vista operacional, gastar rapidamente as munições no meio do mato, seria um problema.
Em 1965, já o número de espingardas automáticas G3 tinha ultrapassado as 150.000 nas forças armadas, e mesmo assim, ainda existiam em funcionamento 15.000 espingardas automáticas FN, fornecidas de emergência pelo exército alemão, antes da introdução da G3.
A arma esteve presente em vários cenários de guerra, em Angola, Moçambique e Guiné-Bissau. Viu-se ainda a G3 ser utilizada em Timor-Leste pelas guerrilhas das Falintil. Até 2000, algumas velhas G3 ainda se encontravam operacionais naquele território.
A substituição da G3 nas forças armadas portuguesas iniciou-se e foi interrompida por diversas vezes. Finalmente a 20 de Fevereiro de 2019 foi assinado um contrato com a empresa FN Herstal para a substituição da G3 e outras armas ligeiras do exército por armas da família FN SCAR, estando as entregas previstas para o período 2019-2022.

## No Brasil
No Brasil, o G3A3 é utilizado pelo 1.º Batalhão de Forças Especiais (1º BFEsp) do Exército Brasileiro, o G3A4 utilizado por forças policiais especiais e o G3SG1 pelo Batalhão de Operações Policiais Especiais (BOPE) da PMERJ.

## Operadores (Militares)
NATO:
- Dinamarca - como a M/75 (A ser substituída pela Diemaco C7, designada M/95)
- Estónia
- Grécia
- Alemanha - No exército Alemão, o Bundeswehr, substituída pela Heckler & Koch G36.
- Letónia
- Noruega - como a AG-3 (Automatgevær 3)
- Portugal - como Espingarda G3 m/961 e G3A3 m/963
- Turquia - Mehmetcigin tufegi
- Estados Unidos - principalmente pelas equipas dos US Navy SEALs.

Não NATO:
- Colômbia - substituída pela IMI Galil
- El Salvador
- Irão
- México - substituída pela Heckler & Koch G36
- Myanmar (Birmânia)
- Paquistão
- Arábia Saudita
- Suécia - como a AK-4 (Automatkarbin 4). Substituída pela AK-5 (Automatkarbin 5) no exército.
- Brasil - Empregado na Força Aérea Brasileira, por sua tropa terrestre, a Infantaria da Aeronáutica.